# Конкурс скрипачей имени Карла Флеша
Конкурс скрипачей имени Флеша — конкурс академических скрипачей, проводившийся в Лондоне в 1945—1992 гг. в память о скрипаче и педагоге Карле Флеше.

## История
Учреждённый вскоре после смерти Флеша по инициативе его родных — прежде всего сына, юриста Карла Франца Флеша (1910—2008), — и близких коллег (много лет игравшего с Флешем в дуэтах и трио Артура Шнабеля, ученика Флеша Макса Росталя), конкурс первоначально проходил в стенах Гилдхоллской школы музыки и был безденежным: победитель получал медаль с профилем Флеша (работы скульптора и медальера Бенно Элькана) и право в течение сезона выступить в качестве солиста с Лондонским филармоническим оркестром; к участию в конкурсе допускались музыканты не старше 30 лет независимо от гражданства. Со временем у конкурса, ставшего ежегодным, начали появляться частные и корпоративные спонсоры, награды конкурса стали наполняться материальным содержанием. Кардинальная перемена в истории конкурса произошла в 1968 г.: жюри конкурса возглавил Иегуди Менухин, а роль титульного спонсора взял на себя лондонский Городской фонд искусств. Конкурс стал проводиться раз в два года с гораздо бо́льшим размахом — до тех пор, пока в 1992 г. фонд неожиданно не закрыл финансирование для всех проводившихся им конкурсов и состязаний. Несколько раз предпринимавшиеся попытки возродить конкурс имени Флеша ни к чему не привели.
В 1985 г. в родном городе Флеша Мошонмадьяроваре был учреждён венгерский национальный конкурс скрипачей, первоначально позаимствовавший у лондонского конкурсную программу. Его организатором на протяжении многих лет была скрипачка Эстер Переньи. С 1989 г. к участию в конкурсе допускались также исполнители из граничащих с Венгрией стран. После некоторой паузы конкурс был возобновлён в 2008 г. и проводился раз в пять лет, в 2013 г. в нём приняли участие 110 скрипачей из 35 стран.

## Члены жюри
За всю историю конкурса среди членов жюри были такие музыканты как сэр Леннокс Беркли, сэр Адриан Боулт, Захар Брон, Ида Гендель, Раймон Галлуа-Монбрен, Эмануэль Гурвиц, Бруно Канино, Герман Кребберс, Джон Лилл, Ифра Ниман, Рикардо Однопозофф, Игорь Ойстрах, Анджей Пануфник, Дьердь Паук, Макс Росталь, Йожеф Сигети, Владимир Спиваков, Лайонел Тертис, Зино Франческатти, Генрик Шеринг и другие.

## Победители конкурса
| 1945 | Рэймонд Коэн (Великобритания)    |
| 1946 | Норберт Брайнин (Великобритания) |
| 1947 | Эрик Грюнберг (Палестина)        |
| 1948 | Габриэла Лендьель (Франция)      |
| 1949 | Джон Гликман (Австралия)         |
| 1950 | Ойген Прокоп (Чехословакия)      |
| 1951 | Игорь Озим (Югославия)           |
| 1952 | Пьер Жеттёр (Бельгия)            |
| 1953 | Бетти Джин Хаген (Канада)        |
| 1954 | Мария Вишня (Уругвай)            |
| 1955 | Денеш Ковач (Венгрия)            |
| 1956 | Ладислав Ясек (Чехословакия)     |
| 1957 | Майкл Дэвис (Великобритания)     |
| 1958 | Уилфред Леман (Австралия)        |
| 1959 | Роналд Томас (Австралия)         |
| 1960 | Антуан Гуляр (Франция)           |
| 1961 | Мари Реноди (Франция)            |
| 1962 | Жан Жак Канторов (Франция)       |
| 1963 | Анна Чумаченко (Аргентина)       |
| 1964 | Эва Цурбрюгг (Швейцария)         |
| 1965 | Эстер Бода (Венгрия)             |
| 1966 | Андреас Рён (Германия)           |
| 1968 | Хэйитиро Ояма (Япония)           |
| 1970 | Стойка Миланова (Болгария)       |
| 1972 | Чаба Эрдели* (Венгрия)           |
| 1974 | Минчо Минчев (Болгария)          |
| 1976 | Дора Шварцберг (Австрия)         |
| 1978 | Эуджен Сырбу (Румыния)           |
| 1980 | Барбара Гуржинска (Польша)       |
| 1982 | Аделина Опрян (Румыния)          |
| 1984 | Масаюки Кино (Япония)            |
| 1986 | Сюе Вэй (Китай)                  |
| 1988 | Ян Сан Сик (Южная Корея)         |
| 1990 | Максим Венгеров (СССР)           |
| 1992 | Беньямин Шмид (Австрия)          |

- Чаба Эрдели выиграл конкурс, играя на альте: в 1970 и 1972 гг. в виде эксперимента было разрешено участие альтистов в этом конкурсе скрипачей. По словам самого Эрдели, после этого часть ангажементов, предполагавшихся для победителя конкурса, была отозвана (поскольку выступления альтистов вызывали меньший интерес публики, чем выступления скрипачей), и в результате последующие конкурсы проводились только среди скрипачей[3].